# Roquette Qassam

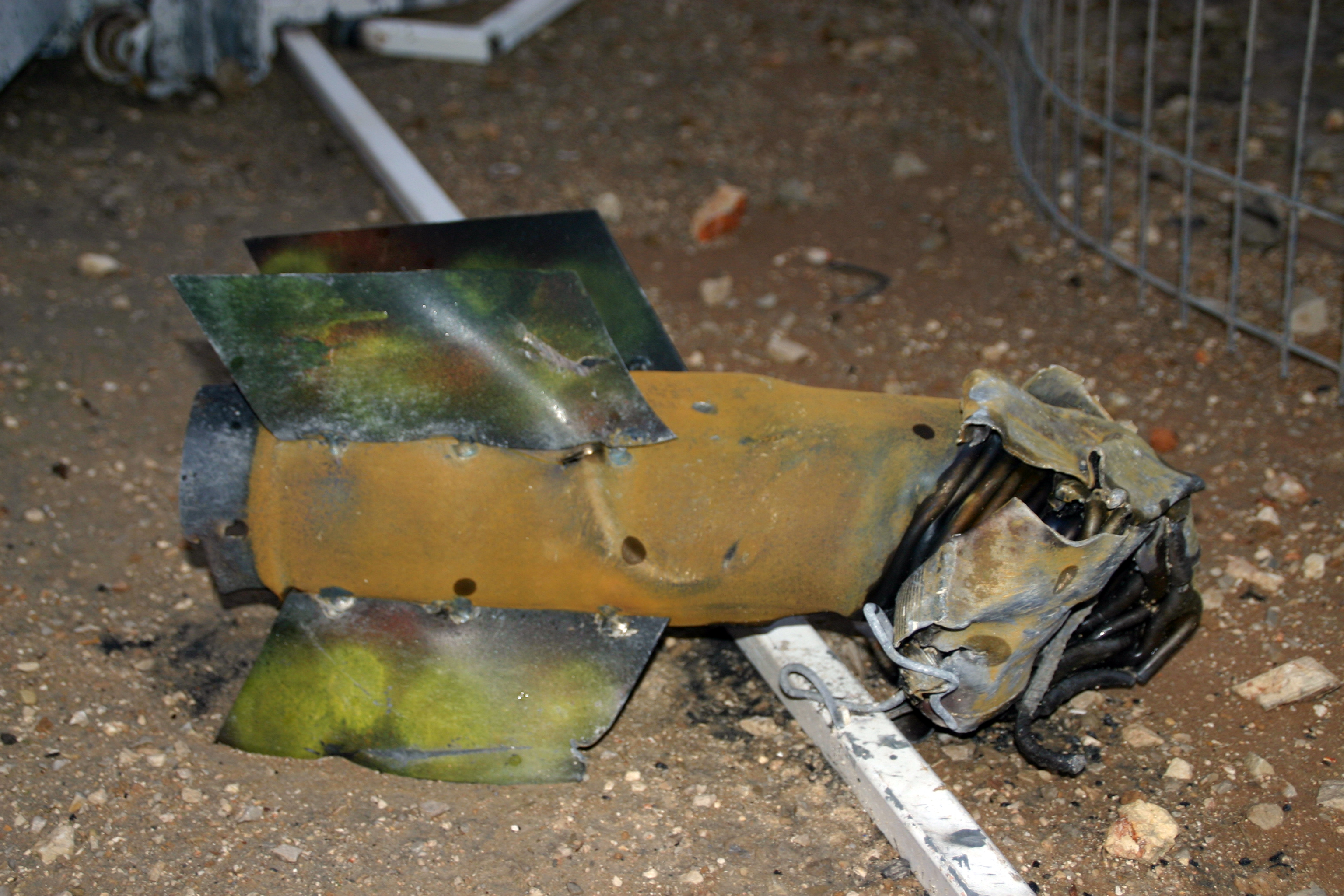
Les restes d'une roquette Qassam tirée sur l'Israël depuis la Bande de Gaza

La roquette Qassam (ou Kassam) est un nom générique pour une famille de roquettes fabriquées dans des usines ou des ateliers dans la bande de Gaza dont la portée peut varier d'une dizaine à une quinzaine de kilomètres selon les versions.

## Histoire de la roquette Qassam

### Étymologie
Le nom Qassam donné à ce type de roquettes fait référence à Izz al-Din al-Qassam un prédicateur et militant syrien, membre des Frères musulmans qui prônait le Jihad la révolte contre les puissances coloniales européennes et l'immigration juive en Palestine mandataire dans les années 1920 et 1930,.

### Production et développement
Depuis 2001, la bande de Gaza produit des roquettes Qassam d'une valeur de production de 800 $ l'unité. Elles sont de différentes sortes utilisées par la suite contre des cibles civiles israéliennes : Qassam (Type 1, 2, 3 et 4), al Quds Type 101, 2 et 3 MRL, al Nasser 3 et 4, Saria-2, Kafah, Jenin-1, Arafat (Type 1 et 2), Aqsa-3 et Sumoud rocket, etc.,,.
D'abord de « fabrication artisanale » et de courte portée,, le Qassam-1 a une portée de 3 à 5 km, un diamètre de 60 mm et une masse d'environ 5 kilos. La plupart des matières premières utilisées pour leur fabrication proviennent des industries civiles de Gaza, d'autres matériaux sont importés ou volés à l'intérieur d'Israël ou parviennent d’Égypte par le Sinaï via les tunnels de contrebande. Le combustible est constitué d'une combinaison d'engrais de nitrate de potassium et de sucre. Les roquettes sont constituées de tubes métalliques remplis de matières explosives. Le matériel et les techniques nécessitant leur fabrication sont élémentaires et son assemblage est généralement fait dans des garages ou des maisons.
Les moyens de production se perfectionnent progressivement au fil du temps et un grand nombre d'entre elles sont fabriquées dans des usines et des ateliers dans la bande de Gaza. En 2004, Zeev Schiff, spécialiste des questions militaires de Haaretz indique que « l'infrastructure de production des Qassam est non seulement industrielle et technologique mais qu'elle comprend aussi des ingénieurs, des techniciens et chimistes ». Entre 2002 et 2005, est développé le Qassam-2, d'une portée de 9 à 10 km et d'une charge explosive de 5 à 7 kilos. À partir de septembre 2005, la branche armée du Hamas, les Brigades Izz al-Din al-Qassam, développent deux nouveaux types de Qassam, respectivement d'un diamètre d'environ 115 mm et 155 mm ayant une portée maximale de 15 à 16,5 km. À partir de juin 2006 elles sont équipées de deux moteurs. En 2008, le Washington Institute for Near East Policy a estimé que la précision et la létalité connaitront des améliorations significatives en termes de production et d'assemblage et de performance des moteurs et que la portée atteindrait 20 km.
Les groupes palestiniens ont aussi récemment commencé à utiliser des roquettes Grad de type Katioucha qui ont une portée allant de 20 à 40 kilomètres. Elles sont importées via les tunnels entre l’Égypte et Gaza. Certaines de ces roquettes ont été produites en Iran et ont été spécialement conçues pour être acheminées par ces tunnels. En novembre 2012 lors de l'Opération Pilier de défense des roquettes iraniennes Fajr 5 d’une portée moyenne de 75 km sont tirées pour la première fois et atteignent les environs de Jérusalem et de Bethléem dans les Territoires palestiniens causant de légers dégâts dans un village palestinien ainsi que Tel Aviv et sa périphérie,. Matthew Levitt, considère dans un article publié par The Daily Beast que « non seulement le Hamas et autres factions avaient amassé des arsenaux de quelque 10.000 roquettes, mais que le Hamas avait apporté des améliorations significatives qui augmentent la portée, la précision et des charges utiles de ses roquettes fabriquées localement ». Il a estimé « qu'Israël avait détruit la plupart de cet armement, ainsi que des rampes de lancement, des laboratoires de production et centres de commandement et de contrôle » lors de cette opération.

### Premiers tirs

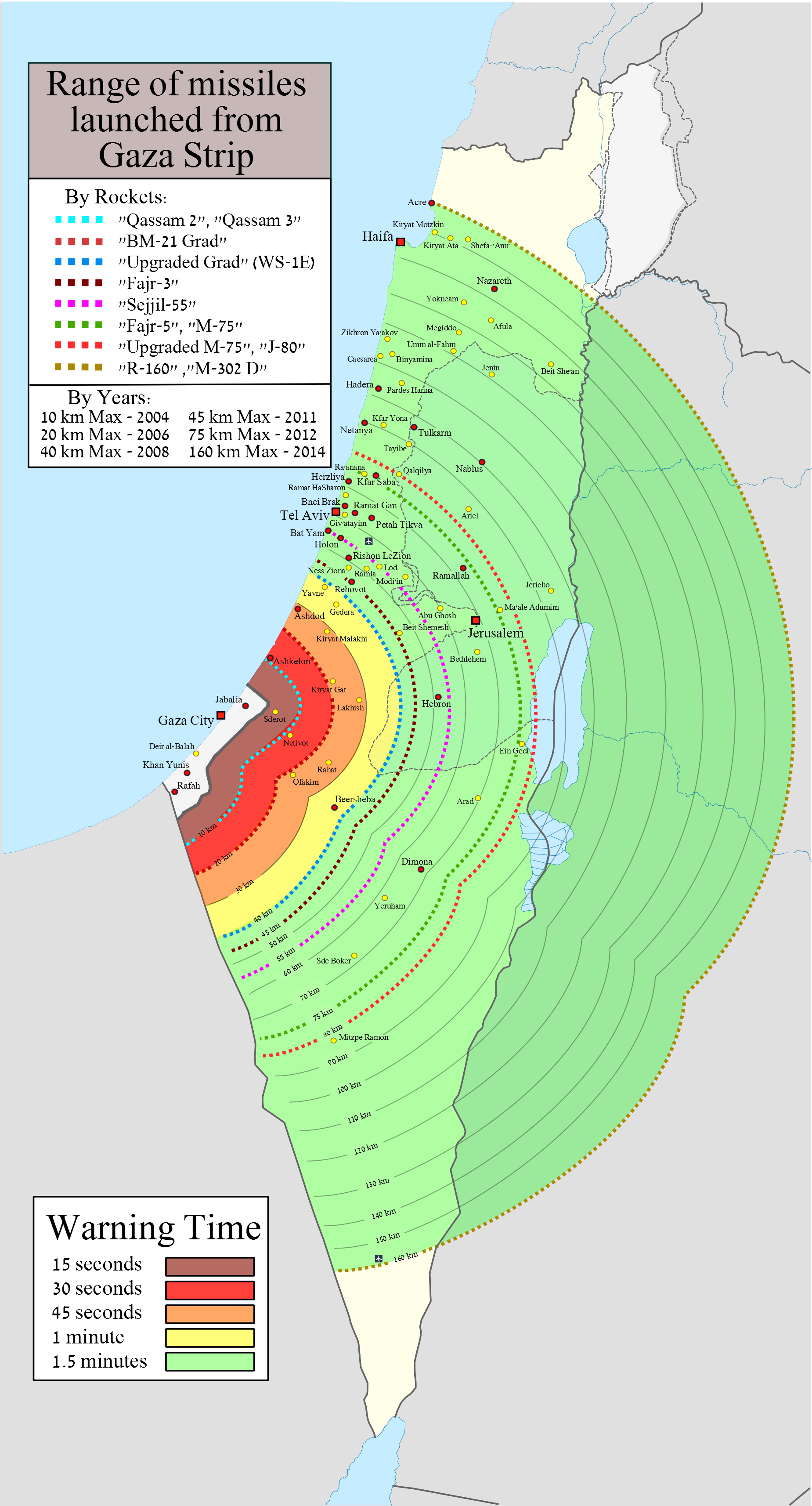
Lancements de roquettes en provenance de Gaza, entre 2006 et 2014

Les roquettes Qassam ont été tirées pour la première fois sur des cibles civiles israéliennes en octobre 2001. Néanmoins, à cause de leur faible portée, toutes tombaient à l'intérieur de la Bande de Gaza. La première roquette qui explosa sur le territoire d'Israël fut lancée le 10 février 2002. La première ville de l'État hébreu touchée par ces tirs fut Sdérot, le 5 mars 2002. À partir de 2006, les roquettes ont la capacité d'atteindre la banlieue sud d'Ashkelon ville industrielle située à environ 12 km de la bande de gaza. L'utilisation des roquettes s'est généralisée parmi les organisations armées de Gaza afin de surmonter l'obstacle que posait la clôture de sécurité qui prévenait efficacement les infiltrations sur le territoire israélien. Mahmoud al-Zahar l'un des dirigeants du Hamas à Gaza a déclaré en aout 2007 au Sunday Telegraph que « le Hamas préférait les attaques à la roquette aux attentats suicides car elles perturbaient considérablement la vie quotidienne de la population ». À partir de la prise du pouvoir par le Hamas aux dépens de l’Autorité palestinienne en 2007 les tirs augmentent d'une manière croissante.

### Bilan des tirs de roquettes ou obus de mortiers sur Israël depuis 2001
De 1950 à 2010 environ 4 955 roquettes ont été tirées sur Israël, 375 en 2011, 1 823 en 2012. Plusieurs[Combien ?] ont été tirées en février et mars 2013. Ces séries de tirs mettent fin à la trêve décrétée le 21 novembre 2012 à la suite de l’Opération Pilier de défense,,,.
Depuis le début du mois de janvier 2014, environ 150 roquettes ont été tirées depuis la bande de Gaza sur Israël selon un comptage de Tsahal réalisé le 2 juin 2014. 
Depuis qu’Israël s’est retiré de la bande de Gaza en 2005, plus de 8 000 roquettes ont été tirées sur Israël. Plus de 3,5 millions d’Israéliens vivent actuellement sous la menace d’attaques de ce type.

#### Bilan humain
Depuis leur introduction en 2001, les roquettes Qassam ont causé la mort de 14 personnes selon le gouvernement israélien.
La population exposée à ces tirs est également affectée psychologiquement. 33 % des enfants vivant dans la ville israélienne de Sdérot souffrent de trouble de stress post-traumatique,.

### Réactions israéliennes

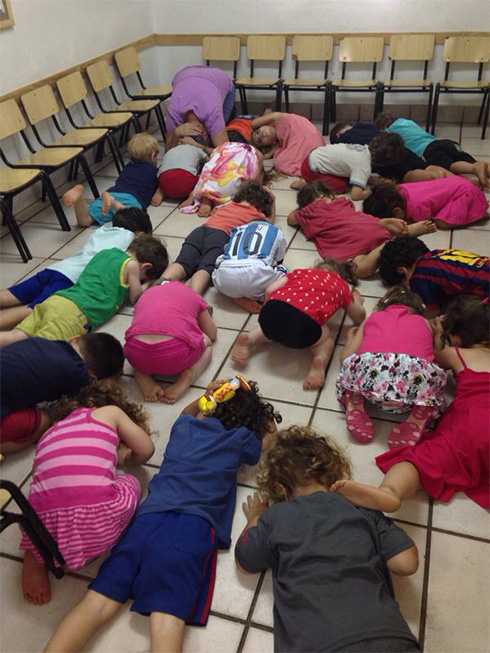
Technique de protection dans un jardin d'enfants israélien, en 2014.

L'arrivée dans le conflit de cette roquette a pris les experts militaires et les personnalités politiques par surprise. Les réactions furent diverses.

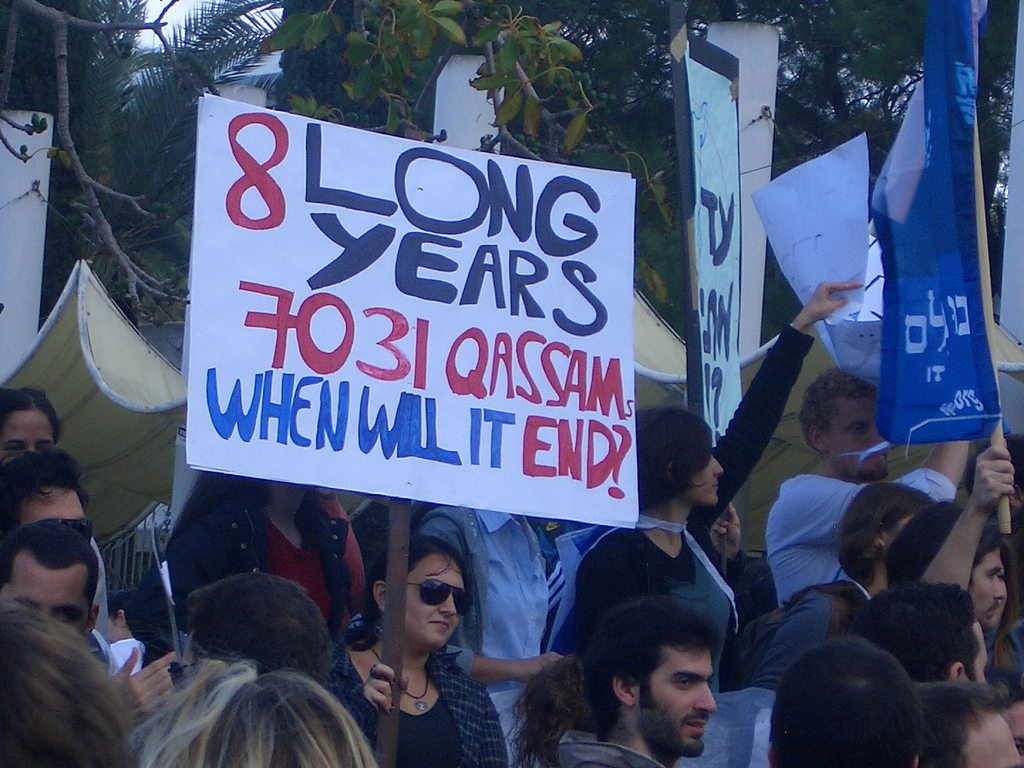
Manifestation d'étudiants de l'université de Tel Aviv contre les milliers de roquettes Qassam lancées sur Israël, en 2009.

L'armée israélienne a réagi à l'emploi de ces roquettes en déployant le système de détection et d'alerte précoce Tzeva Adom (en) dans les villes de Sderot, Ashkelon et dans certaines autres zones à risques. Le système consiste en un radar détectant les départs de roquettes, couplé à un ensemble de haut-parleurs enjoignant les civils à se rendre aux abris avant vingt secondes, afin de minimiser les risques de victimes. Les forces de défense israéliennes disposent également du système anti-roquettes à courte portée Dôme de fer, capable d'intercepter les roquettes et obus d'artillerie dans leur dernière phase de vol.
B'Tselem affirme que, depuis le désengagement de l'été 2005, 2 800 roquettes sont tombées sur Israël, causant la mort de quatre personnes, et que les autorités ont répondu, à la suite de ces attaques, ainsi que de tirs d'obus, d'attentats suicides et de tirs de francs-tireurspar « une force massive, tuant 668 Palestiniens, dont 359 totalement étrangers aux combats (du 1er septembre 2005 au 25 juillet 2007) ».

#### Dôme de fer

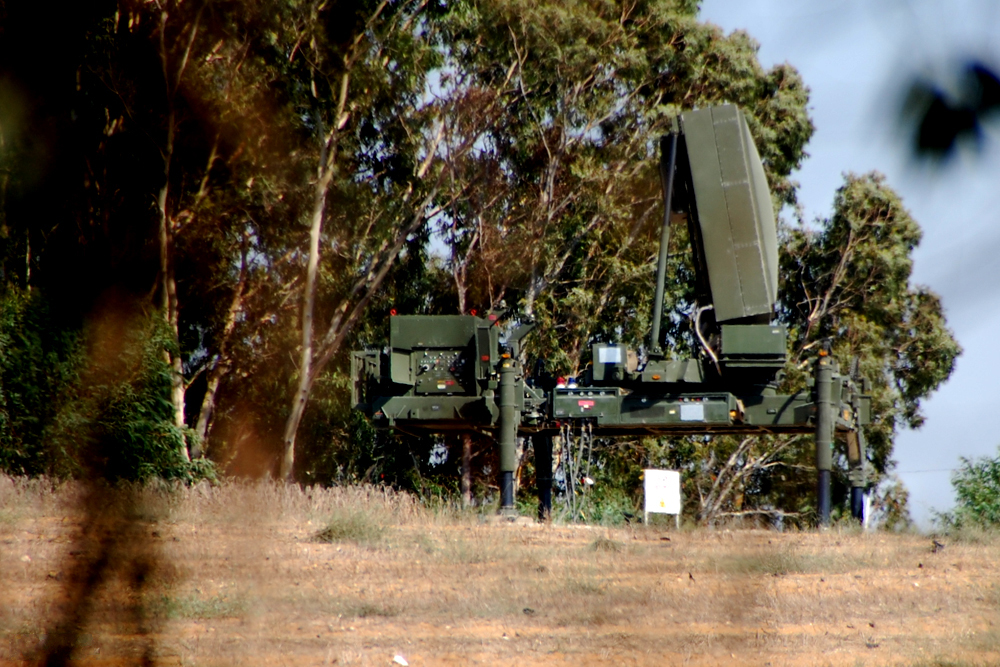
Radar du Dôme de fer protégeant les terres côtières du sud d'Israël.

En 2010 a été déployé le système Dôme de fer (Kipat Barzel, Iron Dome). Conçu pour intercepter des roquettes et obus de courte portée lancés de la bande de Gaza et du Liban en direction des villes israéliennes, il a été développé par la société Rafael Advanced Defense Systems. Capable de détruire les roquettes dans un rayon de 4 à 70 km, le système n'intercepte que les projectiles présentant une menace pour les personnes ou les biens. 
En mars 2012, durant la confrontation du 10 au 14 ayant eu lieu avec des groupes armés palestiniens, les batteries antimissiles Iron Dome ayant été déployées autour des principales villes israéliennes se trouvant dans un rayon de 40 kilomètres de Gaza ont intercepté plus d'une cinquantaine de roquettes et missiles Grad palestiniens menaçant directement ces villes pour un taux de réussite proche de 90 %. En novembre 2012, durant l'Opération Pilier de défense, le Dôme de fer a réalisé 421 interceptions, avec un taux de réussite global de 84 %.

### Réactions palestiniennes
Les tirs de roquettes Qassam depuis la bande de Gaza vers Israël sont parfois contestés par des Gazaouis vivant à proximité des zones de tirs en raison de réponses militaires israéliennes. Le 23 juillet 2004, une famille a tenté d'empêcher physiquement des membres des Brigades des Martyrs d'Al-Aqsa d'installer des rampes de tir à proximité de leur maison. En réaction, les miliciens ont tué l'un des enfants de la famille et en ont blessé cinq autres,,,. En octobre 2010, cinq enfants et trois femmes ont été blessés par une explosion dans un site de fabrication de roquettes Qassam situé dans un quartier résidentiel à Rafah. Le Centre Palestinien pour les Droits de l'Homme a condamné le Hamas pour avoir entreposé des explosifs près de civils. En août, une explosion similaire avait blessé 58 personnes et détruit sept maisons. En novembre 2012, une enquête a indiqué que la mort d'un enfant de quatre ans et d'un adulte au nord de la bande de Gaza aurait été causée par une roquette palestinienne. 
« Les groupes armés palestiniens ont tiré des roquettes qui ne peuvent pas être dirigées vers des cibles militaires. Leur utilisation met en danger les civils et viole le droit international humanitaire » a déclaré Ann Harrison, Directrice adjointe pour le Moyen-Orient et l'Afrique du Nord de l'ONG,,.

### Réactions internationales
Les attaques ont été menées par tous les groupes armés palestiniens positionnés dans la bande de Gaza et ont été largement condamnées pour cibler des civils. Elles ont été qualifiées de violation du droit international humanitaire par le secrétaire général de l'ONU, Ban Ki-moon, « d'actions terroristes » par le commissaire européen au Développement et à l'Aide humanitaire Louis Michel, et comme des attaques indiscriminées et délibérées envers des civils afin de les terroriser en violation avec le droit de la guerre par Human Rights Watch. Ban Ki-moon a aussi condamné l'utilisation en 2007 d'une école de l'ONU comme base de tir.